# Dalęcino
Dalęcino (Dallentin, Gr. Dallenthin) – wieś w Polsce położona w województwie zachodniopomorskim, w powiecie szczecineckim, w gminie Szczecinek.
1 km na południe-południowy wschód od centrum wsi stacja kolejowa Dalęcino na linii kolejowej Szczecinek - Białogard - Kołobrzeg. Ok. 1,4 km na północ znajduje się wzniesienie Polska Góra.